# Tian Guojun
Tian Guojun (Heilongjiang, 10 maart 1990) is een voormalig Chinese langebaanschaatser. Zijn specialiteit ligt op de korte afstanden. 

## Carrière
Tian maakte zijn wereldkampioenschapsdebuut in november 2013. Hij behaalde in het seizoen 2013/14 een recordplaatsing voor zichzelf, hij werd 4de op de 1000 meter tijdens het wereldkampioenschap in Berlijn.
In 2014 nam Tian deel aan de Olympische Winterspelen 2014 in Sotsji waar hij uitkwam op de 1000 meter (34e) en de 1500 meter (21e).

## Persoonlijke records
Dit zijn de persoonlijke records van Tian Guojun.
| Afstand      | Tijd     | Datum             | Baan           |
| ------------ | -------- | ----------------- | -------------- |
| 500 meter    | 36,22    | 19 december 2015  | Urumqi         |
| 1000 meter   | 1.09,50  | 16 november 2013  | Salt Lake City |
| 1500 meter   | 1.46,99  | 15 november 2013  | Salt Lake City |
| 3000 meter   | 3.52,20  | 25 september 2015 | Calgary        |
| 5000 meter   | 6.41,13  | 27 september 2014 | Calgary        |
| 10.000 meter | 14.16,73 | 17 november 2012  | Harbin         |

## Resultaten
| Jaar | Olympische Spelen   | Wereldbeker         |
| ---- | ------------------- | ------------------- |
| 2014 | 34e 1000m 21e 1500m | 40e 1000m 44e 1500m |